# Lucky Luke : La Fièvre de l'Ouest
Lucky Luke : La Fièvre de l'Ouest est un jeu vidéo de tir à la troisième personne développé par Kalisto Entertainment, et édité par Infogrames, en partenariat avec Lucky Comics, sorti le 31 octobre 2001 en Europe sur Windows et PlayStation. Il est le deuxième jeu vidéo en trois dimensions de la franchise Lucky Luke, sixième opus du nom, succédant à Sur la piste des Dalton sorti en 1998, et précédant Lucky Luke: Outlaws sorti en 2006.
Le jeu est accueilli de manière mitigée par la presse spécialisée.

## Trame

### Scénario
La cinématique d'introduction débute dans un désert de l'Ouest américain. Lucky Luke chevauche paisiblement Jolly Jumper tout en se dirigeant vers le soleil couchant et s'apprêtant à entonner sa célèbre chanson : « I'm a poor lonesome cow-boy... ». Il doit délivrer un sorcier indien, capturé par des desperados.

### Univers
L'univers de Lucky Luke : La Fièvre de l'Ouest, ainsi que ses personnages, se basent sur la bande dessinée Lucky Luke,. Le principal protagoniste, Lucky Luke, se ballade dans l'Ouest américain parmi les bars délabrés et les villages indiens, avec un léger arrière-goût labyrinthique à l'appui. Il croise sur son chemin de nombreux ennemis qui en veulent à sa vie, mais aussi des personnages amicaux tels que des Mexicains endormis, des chercheurs d'or, ou des dames âgées mais ferventes.

## Système de jeu
Le jeu comprend des éléments de tir à la troisième personne et d'action-aventure,. Le joueur incarne Lucky Luke, accompagné de son cheval Jolly Jumper, qui lui indique les démarches à suivre. Lucky Luke marche droit devant lui, peut courir, et tirer,. Lors des phases de tir, le joueur doit déplacer un curseur de droite à gauche pour changer de cible, et s'accroupir derrière un abri tel qu'un tonneau pour se protéger des balles ennemies et recharger les 6 balles de son Colt. 
Durant l'exploration des cinq niveaux que compte le jeu, le joueur doit éviter les pièges qu'il croise tels que des cactus, des serpents à sonnette ou des éboulements (chutes de rochers). Il doit également et régulièrement résoudre des énigmes pour continuer sa progression en parlant à d'autres personnages qui lui fournissent des informations utiles.

## Développement

Logo en anglais du jeu.

Le développement est confié à la société française Kalisto Entertainment. 
Le jeu succède à Lucky Luke : Le Train des desperados, publié en 2000 sur Game Boy Color, et est conçu pour un jeune public,. La version PlayStation est annoncée pour la fin octobre 2001 en France, et finalement sortie le 31. Elle sort par la suite dans les pays hors francophonie notamment le 2 novembre 2001 en Europe, et adaptée dans plusieurs langues, notamment sous les titres Lucky Luke : Western Fever en anglais, Im Westernfieber en allemand, La febbre del far west en italien, Westernkoorts en néerlandais, et Счастливчик Люк на Диком Западе en russe. La version PC, elle, est publiée le 16 novembre 2001 en Europe.

## Accueil
Le jeu est accueilli de manière mitigée par la presse spécialisée. Dans sa globalité, il est qualifié d'ennuyeux, d'« attrape-nigaud », voir de répétitif, avec « l'impression de tourner en rond et de sans cesse refaire la même chose se fera sentir dès la première heure. » En résumé, la presse explique également que ce jeu « va finalement rejoindre bon nombre de titres qui ne resteront pas dans les annales de la console. »
Que ce soit sur PC ou console, le gameplay du personnage est tantôt qualifié d'« amusant, précis et fidèle » par certains critiques, tantôt qualifié de « très basique et répétitif », « carrément bâclé » et « catastrophique », qui est difficile à diriger, par d'autres. Les énigmes sont également qualifiées « d'une difficulté à peu près nulle », du fait que ce soit « avant tout un jeu pour enfant ».
La durée du jeu est également critiquée, avec « seulement cinq niveaux à terminer [...], qui ne sont pas si vastes à explorer » et « la linéarité de la construction des niveaux, la simplicité désarmante des énigmes et l'interactivité, certes limitée, nuisent au plaisir du joueur moyen ».
La bande-son « tourne en boucle durant toute l'aventure et énerve au plus haut point »